# Kahrīz (ort i Hamadan)
Kahrīz (persiska: كَهريزِ حُسِينابادِ ناظِم, كَهريز حُسِين آباد, كَهريز, Kahrīz-e Ḩoseynābād-e Nāz̧em, کهریز) är en ort i Iran.   Den ligger i provinsen Hamadan, i den nordvästra delen av landet, 300 km sydväst om huvudstaden Teheran. Kahrīz ligger 1 684 meter över havet och antalet invånare är 494.
Terrängen runt Kahrīz är platt åt nordväst, men åt sydost är den kuperad.Runt Kahrīz är det ganska tätbefolkat, med 104 invånare per kvadratkilometer. Närmaste större samhälle är Malāyer, 18,1 km öster om Kahrīz. Trakten runt Kahrīz består i huvudsak av gräsmarker.